# Theaterzettel (Oper und Burgtheater in Wien)
Theaterzettel (Oper und Burgtheater in Wien) war ein österreichisches Informationsblatt über Theaterproduktionen in der Oper und im Burgtheater Wien, die erstmals 1805 und das letzte Mal 1944 erschienen ist. Der Verleger des Blattes war der Verlag der K.k. Hof- und Staatsdruckerei. Erscheinungsort war Wien.